# Dodge Custom 880
Dodge Custom 880 — полноразмерный автомобиль, производившийся в США подразделением Dodge корпорации Chrysler c 1962 по 1965 год.

## История
Автомобиль Dodge Custom 880 впервые был представлен в 1962 году. По сути, автомобиль являлся почти полной копией Dodge Polara.
Модель выпускалась в срочном порядке параллельно с Dodge Dart, поскольку модели Dodge и Plymouth были существенно уменьшены в размерах и переведены на сравнительно короткую 2900-мм колёсную базу. В 1963 году название Custom было отсечено. В 1964 году автомобиль прошёл фейслифтинг.
Производство завершилось в 1965 году.

## Продажи
- 1962: 17500
- 1963: 28200
- 1964: 31800
- 1965: 23700
- Всего: 101200

## Галерея

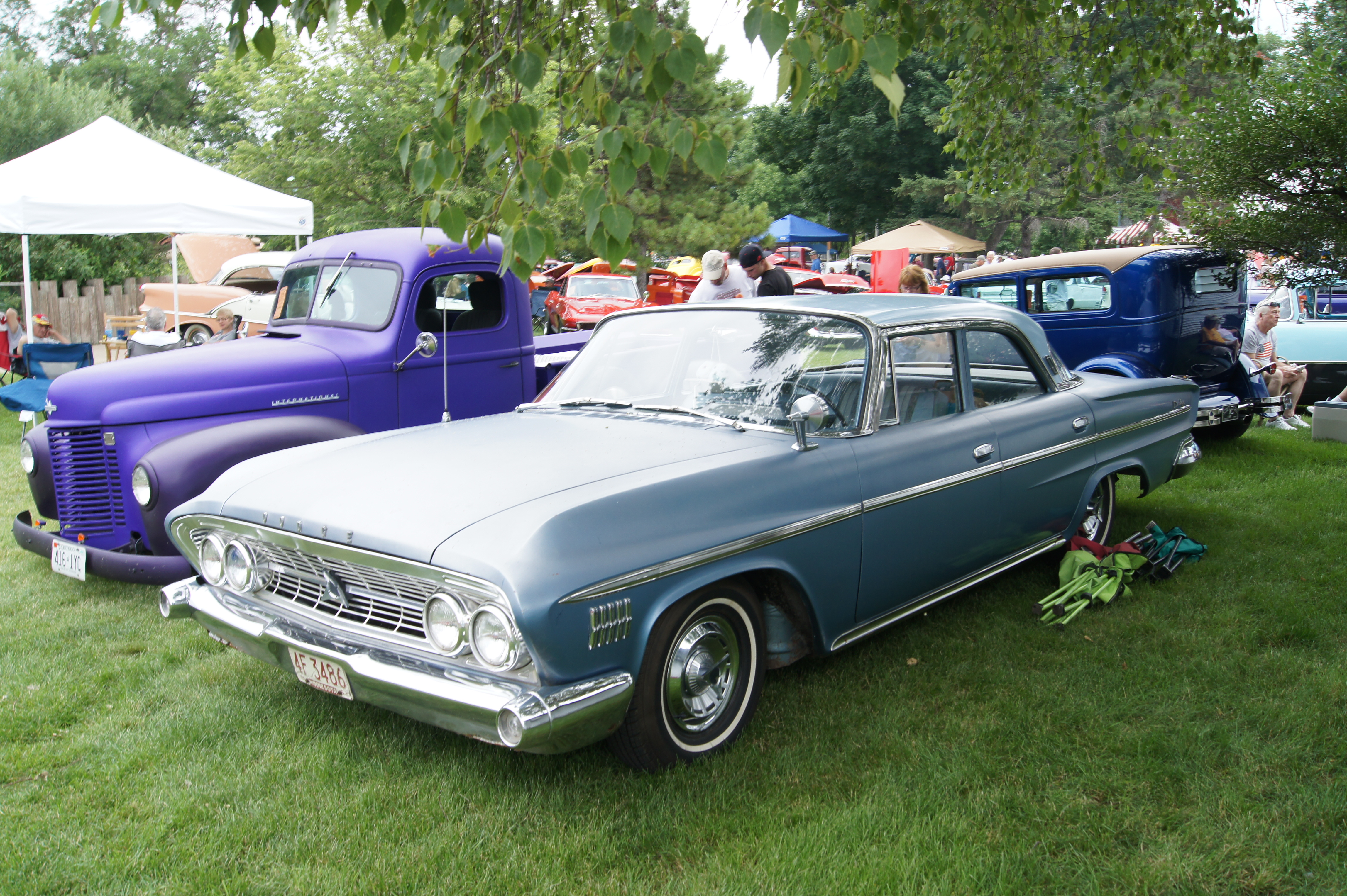
Dodge Custom 880
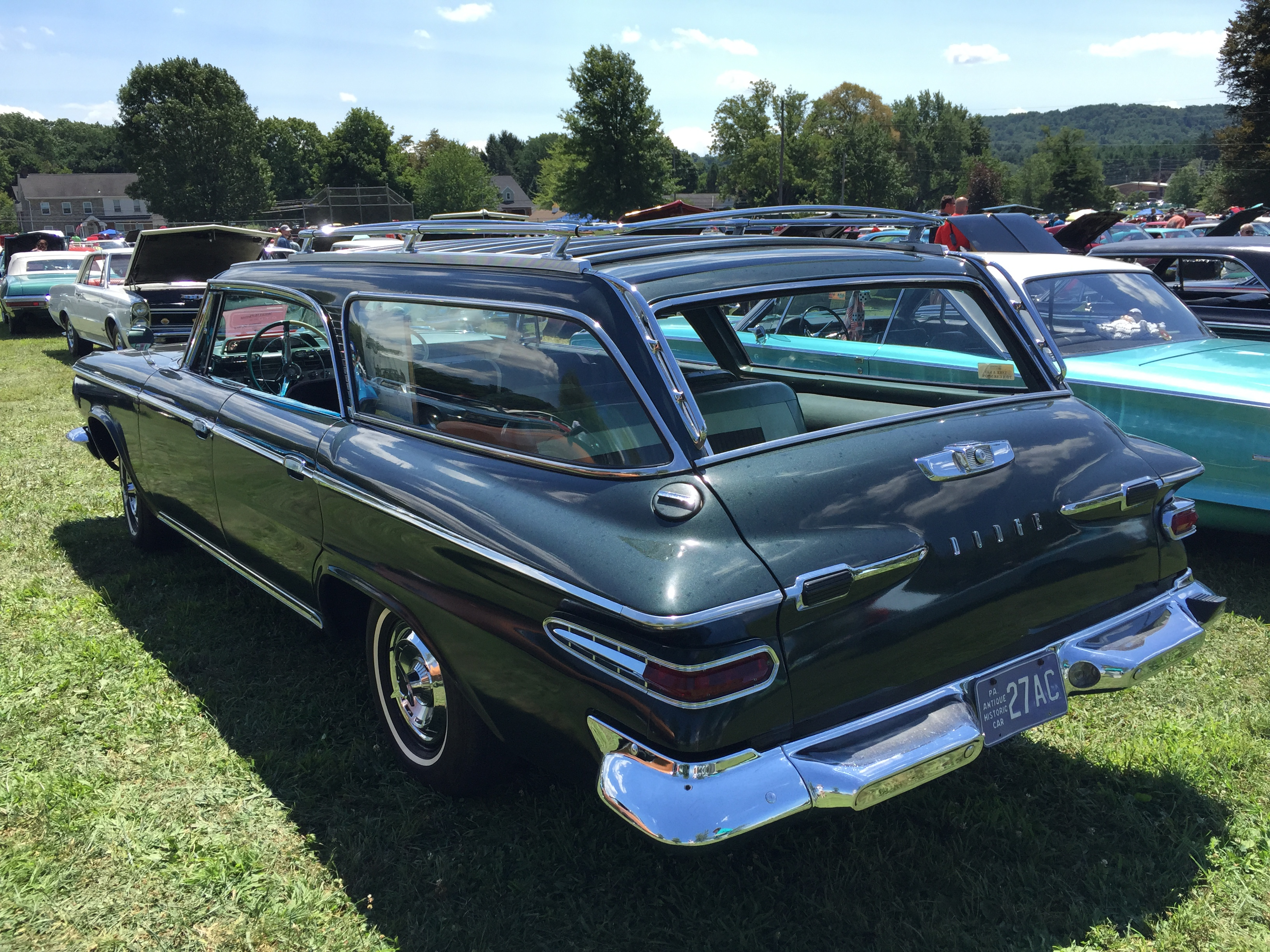
Dodge 880
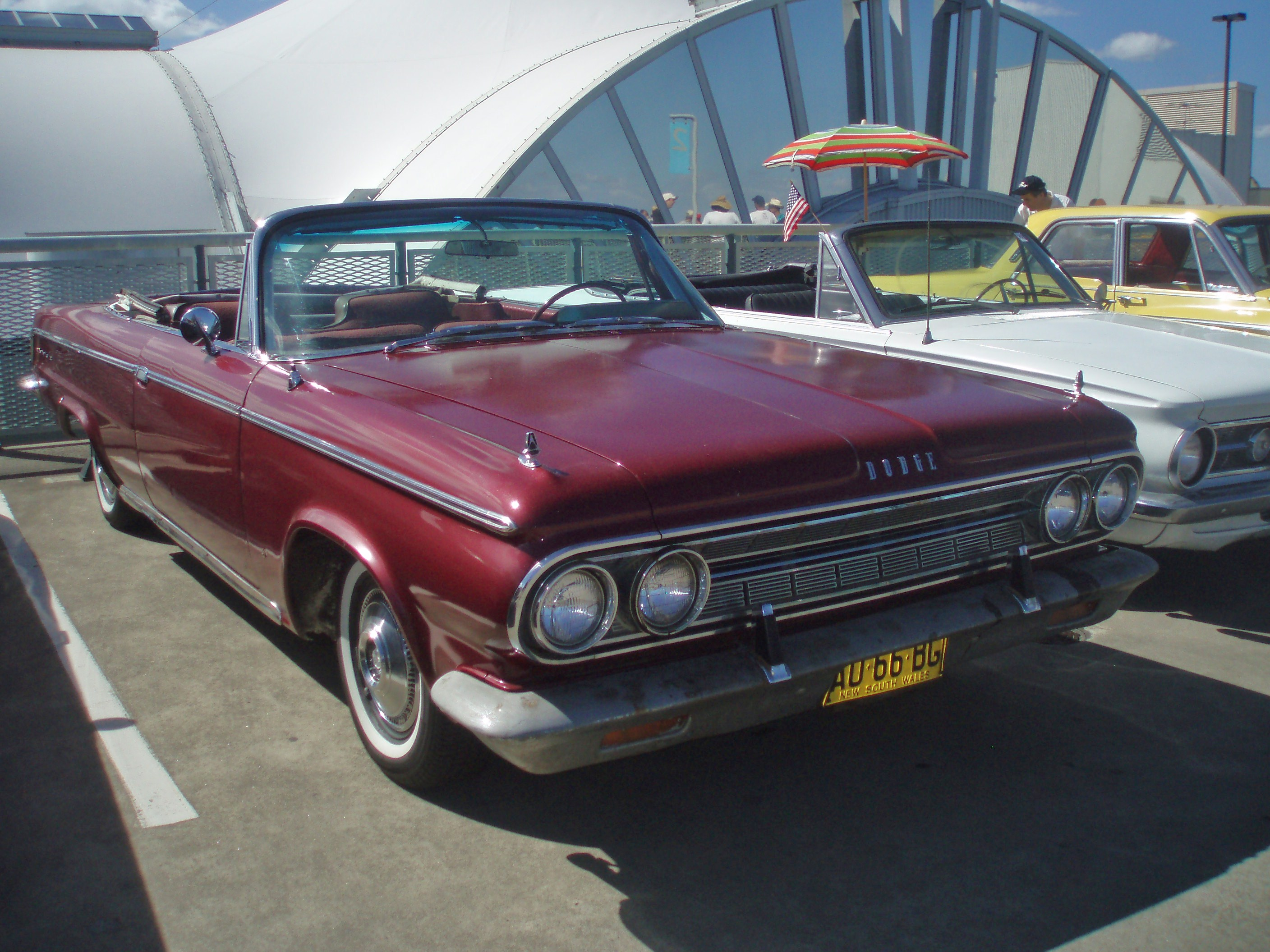
Dodge Custom 880